# Lookbook.nu
Lookbook.nu est un portail internet de style vestimentaire fondé en 2008 par les san-franciscains Yuri Lee et Jason Su, et inspiré par les sites de photographies de looks de rue tels que The Sartorialist,,. Le site, présenté sous forme de réseau social, parfois cité comme l’ancêtre d'Instagram, permet de visualiser et de noter les photographies de mode des membres inscrits, cette inscription n'étant accessible que par parrainage. Le site permet de sélectionner des critères de lieux et noms de couturier afin de visualiser les styles vestimentaires d'une marque particulière ou d'une ville.
La plateforme a vu son audience très fortement augmenter depuis sa création, attirant en 2010 plus de 1,8 million de visiteurs uniques par jour. Le site a noué plusieurs partenariats avec des sociétés de l'industrie de la mode : depuis octobre 2009, il accueille la communauté du magazine de mode Vogue, et a collaboré en 2010 à une opération avec la marque de vêtement américaine American Apparel, qui a abouti à l'édition d'un catalogue « lookbook » tiré à 150 000 exemplaires et distribué dans les 280 points de ventes de la marque à travers le monde,.
De nombreuses agences de mannequins, collaborant avec de grandes marques comme Topman, American Apparel ou encore H&M, recrutent via le site. Il est régulièrement cité dans la presse et la presse de mode, notamment dans The Chicago Tribune, Elle Belgium, Status Magazine, et London Evening Standard, entre autres.